# Дионисий Балабан
Митрополит Дионисий Балабан (ум. 10 мая 1663) — епископ Константинопольской православной церкви, Митрополит Киевский, Галицкий и всея Руси, экзарх Константинопольского престола (1657—1663).

## Биография
Выходец из православного шляхетского рода Русского воеводства.
Занимая холмскую епископскую кафедру, подвергся со стороны униатов преследованиям, которые вынудили его перейти в 1655 году на Луцкую кафедру.
6 ноября 1657 года собором православных иерархов Речи Посполитой избран митрополитом Киевским, Галицким и всея Руси и утверждён в этом звании Константинопольским патриархом Парфением и польским королём в то время, когда Русское государство стремилось вместе с территориальным присоединением Украины, объединить и православное духовенство под властью Московского патриарха. Но Дионисий воспротивился этому, выразив свою преданность Речи Посполитой, и только после утверждения царём в гетманстве Ивана Выговского, пообещал «быть под великой государской рукой и всякого добра ему хотеть».
Однако в 1658 году митрополия раскололась, поскольку на территориях подконтрольных Москве был поставлен Лазарь Баранович. Умер в Чигирине. Преемником митрополита Дионисия стал митрополит Иосиф Нелюбович-Тукальский.